# Philodromus ashae
Philodromus ashae là một loài nhện trong họ Philodromidae.
Loài này thuộc chi Philodromus. Philodromus ashae được Pawan U. Gajbe & Pawan U. Gajbe miêu tả năm 1999.